# Зберень
Зберень, Зберені (рум. Zbereni) — село у повіті Ясси в Румунії. Входить до складу комуни Котнарі.
Село розташоване на відстані 332 км на північ від Бухареста, 61 км на північний захід від Ясс.

## Населення
За даними перепису населення 2002 року у селі проживали 318 осіб, усі — румуни. Усі жителі села рідною мовою назвали румунську.